# Моника (певачица)
Моника Денис Арнолд (engl. Monica Denise Arnold , Атланта, 24. октобар 1980), сценски Моника, америчка је певачица, текстописац, глумица и предузетница. Рођена је и одрасла у Колеџ Парку, почела је да наступа са десет година, када је била чланица хора. Моника се истакла након што је 1993. године потписала уговор са издавачком кућом Rowdy Records и објавила дебитански албум под називом Miss Thang, две године касније. Након тога објавила је једнако успешне албуме The Boy Is Mine (1998), After the Storm (2003), The Makings of Me (2006) и Still Standing (2010). Током каријере, неколико Моникиних синглова било је на првом месту поп и ритам и блуз листа, укључујући Before You Walk Out of My Life, Don't Take It Personal (Just One of Dem Days), Like This and Like That, The Boy Is Mine, The First Night, Angel of Mine, So Gone и Everything to Me.
На Моникину популарност утицале су и улоге у телевизијским серијама, односно у Живети сам (1996), Фелисити (2001) и Амерички снови (2003), као и у филмовима Момци и девојке (2000), Вољена песма (2000) и Пастор Браун (2009). Радила је као сарадница на Ен-Би-Ес-овом талент шоу под називом „Глас”, а 2009. године појавила се у ријалити емисији Monica: The Single, која је пратила снимање њеног сингла Still Standing и њеног приватног живота, а емисија је високо оцењена од стране критичара. Моника је била у браку са репером Роднијем, са којим има двоје деце, а након тога удала се за кошаркаша Шенона Брауна у новембру 2010. године. Са Брауном је добила ћерку, 2013. године.
Током каријере продала је више од 30 милиона плоча широм света. Позната је као једна од најуспешнијих урбаних ритам и блуз музичарки које су се појавиле крајем деведесетих година. По часопису Билборд, Моника је најмлађа певачица којој су две песме узастопно биле на ритам и блуз листама на првом месту, као и први извођач који је имао три песме узастопно на листи . Године 2010. часопис Билборд уврстио је Монику на двадесет и четврто место међу педесет највољих уметника у развитку у претходних 25 година. Имала је четири номинације за Греми награду, а освојила ју је у категорији „За најбољи ритам и блуз перформанс дуета или групе” са вокалом на песми The Boy Is Mine на 41. додели Греми награда. Моника је такође добитница Билбордове музичке награде, БЕТ награде и две БМИ поп награде.

## Биографија
Моника је рођена у Колеџ Парку, 24. октобра 1980. године. Била је једина ћерка у породици Марил Бест, представника службе за кориснике авиокомпаније Делта и црквене певачице афроамеричког порекла, Били Арнолд. Моника има млађег брата Монтеза који је рођен 1983. године, полу брата Џермонда Гранта, са очеве стране и два полу брат са мајчине стране, Трона и Сајперса. Моника је рођака продуцента Полова Дона и повезана је са репером Лудакрисом, преко мајке, која је венчана за његовог рођака.
Када је била дете певала је у хору Уједињене методистичке цркве. Одрасла је у скромној породици, а родитељи су јој се раздвојили 1984. године, а престали да живе заједно три године касније. Моника је наставила да пева и често се такмичила у певању, а победила је у више од 20 локалних певачких такмичења током раних тинејџерских година. Када је имала десет година постала је најмлађа чланцица Charles Thompson and the Majestics, путујућег хора. Похађала је средњу школу Норт Клајтон у Колеџ Парку, заједно са репером 2 Chainz-ом.
Моникина каријера је успорила 1999. године због проблеама у вези са бившим дечком Јарвисом Вимсом. У јулу 2000. године пар је био на гробу брата од Вимса који је погинуо у аутомобилској несрећи 1998. године. Вимс је тада без упозорења извадио пиштољ, пуцао себи у главу и извршио самоубиство. Моника је у кратком временском периоду била у емотивној вези са репером Ц-Мурдером, све док га 2003. године нису осудили за убиство. Недуго након тога, Моника је упознала репера Роднија, који је био менаџер. Пар је започео везу током 2003. године, а прекинули су је на јесен 2004. године. Неколико месеци касније поново су упловили у везу, а Моника је затруднела и 21. маја 2005. године родила сина Рока. Моника и Родни верили су се 2007. године, пре рођења другог дета, 8. јануара 2008. године. Пар је добио сина којег су назвали Ромело Мотез Хил, по Моникином млађем брату. Прекинули су емотивну везу 2010. године.
У јуну 2010. године Моника је упознала НБА кошаркаша Шенона Брауна када је тражила особу која јој је требала за појављивање у споту за песму Love All Over Me. Упловили су у емотивну везу, а 22. новембра 2010. године су се венчали у Лос Анђелесу. Званично су објавили да су се венчали тек 21. јануара 2011. године, када је Браун у емисији Хип-хоп нон-стоп то изјавио. Другу церемонију венчања за пријатеље и породицу направили су у јулу 2011. године. Дана 3. септембра 2013. године, Моника је добила треће дете, ћерку Лајлу Шенон. Након осам година брака, Моника се развела од Брауна у марту 2019. године, а брак је званично окончан у октобру исте године.

## Каријера

### 1991—2000: Први студијски албуми
Године 1991. Монику је открио музички продуцент Далас Остин  у Атланти, када је изводила песму Greatest Love of All, коју у оригиналу изводи Витни Хјустон. Био је запањен њеним гласом и понудио јој је уговор са његовом дискографском и издавачком кућом Arista records, а саветовао се са репером Куен Латифах, како би радио као Моникин менаџер. Убрзо након тога, Далас и тадашњи продуценти издавачке куће Тим и Боб ушли су у стидио како би заједно са Моником започели писање и продукцију њеног првог студијског албума Miss Thang, који је објављен у јулу 1995. годне и био је тридесет и шестом месту америчке листе Билборд 200, као и на семдом месту ритам и блуз листе албума у САД. Албуму је додељен троструки платинасти сертификат од стране Америчког удружења дискографских кућа за више од 3 милиона продатих примерака албума. На албуму су се нашли синглови Don't Take It Personal (Just One of Dem Days) и Before You Walk Out of My Life, који су доживели комерцијални успех, због чега је Моника била најмлађа уметница којој су две песме биле на првом месту америчке листе ритам и блуз синглова. Албум Miss Thang награђен је на Билборд музичким наградама, а на Америчким музичким наградама 1996. године номинован је у категорији за „Најбољи соул албум/Новог уметника”.
Након што је променила издавачку кућу и потписала уговор са Arista Records-ом, Моникина каријера кренула је лоше. Након тога, снимила је песму For You I Will, која се нашла на саундтреку албума за филм Свемирски баскет (1996), а песма је доживела комерцијалан успех. Наредне године, издавачка кућа тражила је од Монике да сарађује са Брендијем Нортвудом и продуцентом Роднијем Џеркинсом, како би снимила песму The Boy Is Mine. Песма је објављена у мају 1998. године, добила је позитивне критике и постала највећих хит лета и уопштено највећи хит 1998. године у Сједињеним Америчким Државама. Песма је била тринаест недеља на првом месту листе Билборд хот 100, а зарадила је номинацију за Греми награду у категорији за „Најбољи ритам и блуз дуо вокал”. Репер Џермејн Дупри, Дејвид Фостер и Аустин саветовали су се о албуму The Boy Is Mine, а он је објављен 14. јула 1998. године. Албуму је од стране Америчког удружења дискографских кућа додељен троструки платинасти сертификат, за више од 3 милиона продатих примерака. На албуму су се нашле песме The First Night и Аngel of Mine, које су доживеле комерцијални успех. Моника је након објављивања албума гостовала у неколико ТВ емисија и серија као што су Беверли Хилс, 90210 и Living single.

### 2000—2005: Нови албуми и појављивање на филму
Године 2000. Моника је остварила филмски деби, појавивши се у МТВ драми Љубав према песми као Камил. Моника је за потребе филма снимила нумеру What My Heart Say, а такође промовисала албум Eyez on Me, који је објављен 21. октобра 2002. године. Филм је премијерно приказан 30. априла 2002. године, а након тога Моника је глумила и у серији Фелисити 2001. године и Америчким сновима 2003. године у улози Мери Велс, где је отпевала песму My Guy. Године 2000. појавила се као хорска вокалисткиња на песми I've Got to Have It, коју су снимили Џермејн Дупри и репер Нас. Песме је објављена као тематска за амерички филм Кућа велике маме, а доживела је мали успех у Сједињеним Државама. Наредне године Моника је објавила песму Just Another Girl, која се нашла на саундтреку Down to Earth, као сингл. Годину дана касније, Моника је усмерила већи део искуства у продукцију трећег студијског албума који носи назив All Eyez on Me. Први сингл носи исти назив као албум, а песма је имала умерни успех на међународним музичким листама, али није успела да се пласира на листу Билборд хот 100. Наредна песма, Too Hood такође није доживела комерцијални успех. Након објављивања албума за јапанско тржиште, од Монике је затражено да објави резидање, са новим продуцентима и као резултат тога поново је ушла у студио, како би започела рад са текстописцима као што су Канје Вест, Јазе Пха, Дупри и други. Реиздање албума After the Storm објављено је у јуну 2003. године и било је на првом месту Билбордове листе Top R&B/Hip-Hop albums, као и на првом месту листе Билборд 200, са 186.000 продатих примерака. Албуму је додељен златни сертификат од стране Америчког удружења дискографских кућа и он је укупно продат у више од милион примерака. Албум је добио позитивне критике, а водећи албумски сингл So Gone који је написала Миси Елиот постигао је велики комерцијални успех и нашао се међу десет најбољих синглова у Сједињеним Државама. Поред тога, сингл је био на првом месту листа Billboard R&B/Hip-Hop и Dance Club Play. Трећи албумски сингл под називом U Should've Known Better нашао се на деветнаестом месту листе Билборд хот 100.

### 2006—2010: Нови музички материјали и појављивање у ријалити емисијама
Крајем 2006. године Моника је издала албум The Makings of Me. У овом периоду Моника се значајно зближила са продуцентима Миси Елиот, Дупријем и Брајаном, који су раније заједно радили на филму После олује. Албум је добио позитивне критике од већине музичких критикара. На сајту AllMusic истакнуто је да је Моникин албум „сажет и да се састоји од слатких песама”, док је магазин Entertainment Weekly истакао да је албум солидан за Моникину дискографију. Иако је дебитовао на првом месту Билбордове листе R&B/Hip-Hop и на осмом месту листе Билборд 200, албум није доживео успех као претходни албуми певачице. Сингл Everytime tha Beat Drop није успео да се пласира на поп листе међу четрдесет најбољих. Исте године, Моника се појавила у америчкој драма комедији ATL. У августу 2008. године Моника се појавила у ријалити шоу Monica: The Single, која је пратила снимање песме Still Standing за шести истоимени студијски албум певачице. Наредне године Моника је радила на песми Trust заједно са Кеишом Кол, а песми је била међу пет најбољих на листи .  објављен је у марту 2010. године и добио је позитивне критике, а критичари су похвалили савремени ритам и блуз са средине деведесетих година. Албум је дебитовао на листи Top R&B/Hip-Hop, као и на другом месту листе Билборд 200, а продат је у 184.000 примерака током прве недеље од објављивања. Водећи сингл Everything to Me постигао је велики комерцијални успех, био је на провм месту R&B/Hip-Hop седам недеља заредом. Албуму је додељен златни сертификат од стране Америчког удружења дискографских кућа, а продат је у 500.000 примерака током првог месеца од објављивања. Албум и песме "Everything to Me номинован сиу за Греми награду у категорији за „Најбољи ритам и блуз албум” и „најбољи женски ритам и блуз вокални наступ”, 2011. године. У марту 2010. године поједини медији су објавили да су се Моника и Хил растали у октобру 2009. године, наводно због тога јер ју је Хил варао. Моника и НБА играч Шено Браун упознало су се у јуну 2010. године док су снимали спот за њену песму Love All Over Me. Дана 22. новембра 2010. године Моника се удала за Браун на тајној церемонији у Лос Анђелесу. Такође 2010. године Моника је имала музичку турнеју у Северној Америци, након десет година паузе од турнеја.

### 2011—2016: Нови студијски албуми
Године 2011. Моника се придружила музичком шоу „The Voice”. У априлу 2012. године Моника је објавила седми студијски албум под називом . Ово је био први албум Монике који је изашао за компанију RCA Records, након што је раскинула уговор са компанијом J Records у октобру 2011. године. Албум је добио позитивне критике, AllMusic је албум назвао „сочним, духовитим и душебрижним”, док је Адам Маркович из часописа Entertainment Weekly критиковао „језиве хорове и застареле мелодије” на албуму. New Life је дебитовао на четвртом месту листе Билборд 200 и другом месту листе . На албуму су се нашла два сингла, Anything (To Find You) и Until It's Gone, а оба су се нашла међу тридесет најбољих на Билбордовој листи R&B/Hip-Hop. Водећи албумски сингл It All Belongs to Me који је Моника снимила Брендијем Норвудом био је на двадесет и трећем месту листе . Исте године Моника је радила на песми Hold On заједно са Фредом Хармондом и Џејмсом Фортуном, а песма је била међу пет најбољих хришћанских песама и добила номинацију за Греми награду, 2012. године. У октобру 2013. године, Моника се појавила на саундтреку за филм The Best Man Holiday, са песмом Have Yourself a Merry Little Christmas. У децембру 2015. године Моника је објавила осми студијски албум под називом . Након објављивања, албум је добио мешовите критике, а дебитовао је на двадесет и седмом месту америчке листе Билборд 200. Водећи албумски сингл Just Right for Me који је Моника снимила у сарадњи са Лил Вејном, био је на дванаестом месту листе Billboard Adult R&B, али није успео да се пласира на друге листе, што је резултирало слабом продајом и уопште објављивањем нових синлгова. Како би промовисала албум, Моника је започела прву самосталну концертну турнеју. У новембру 2016. године Моника је најавила да ће раскинути уговор са издавачком кућом RCA Records, након две деценије сарадње.

### 2017—данас
У децембру 2018. године Моника је објавила баладу под називом Be Human, како би представила непрофитну организацију коју је основала. Истог месеца, почела је да ради и преслушава музику створену за девети студијски албум Chapter 38. У јануару 2019. године објавила је песму Commitment, први сингл који је изашао за њену издавачку кућу, Mondeenise Music.

## Студијски албуми
| Назив                                                                                         | Детаљи                                                                                                 | Позиција | Позиција  | Позиција | Позиција | Позиција | Позиција | Позиција | Позиција | Позиција | Позиција | Сертификати                               | Број продатих примерака |
| Назив                                                                                         | Детаљи                                                                                                 | САД      | САД р'н'б | АУС      | КАН      | ФРА      | ЈАП      | ХОЛ      | НЗ       | ШВЕ      | УК       | Сертификати                               | Број продатих примерака |
| --------------------------------------------------------------------------------------------- | --- | -------- | --------- | -------- | -------- | -------- | -------- | -------- | -------- | -------- | -------- | ----------------------------------------- | ----------------------- |
| Miss Thang                                                                                    | - Датум објављивања: 18. јул 1995. - Издавачка кућа: - Формат: компакт диск, аудио касета              | 36       | 7         | —        | 20       | —        | —        | 41       | 9        | —        | —        | - САД: 3× платинасти - КАН: златни        | - САД: 1,500,000        |
| The Boy Is Mine                                                                               | - Датум објављивања: 14. јул 1998. - Издавачка кућа: - Formats: cassette, CD                           | 8        | 2         | 37       | 10       | 20       | 69       | 13       | 17       | 19       | 52       | - САД: 3× платинасти - КАН: 3× платинасти | - САД: 2,016,000        |
| All Eyez on Me                                                                                | - Датум објављивања: 12. новембар 2002. - Издавачка кућа: - Формат: компакт диск                       | —        | —         | —        | —        | —        | 14       | —        | —        | 88       | —        |                                           |                         |
| After the Storm                                                                               | - Датум објављивања: 17. јун 2003. - Издавачка кућа: - Формат: компакт диск, дигитално преузимање      | 1        | 2         | —        | 56       | —        | —        | —        | —        | —        | —        | - САД: златни                             | - САД: 1,023,000        |
| The Makings of Me                                                                             | - Датум објављивања: 3. октобар 2006. - Издавачка кућа: - Формат: компакт диск, дигитално преузимање   | 8        | 1         | —        | —        | —        | 75       | —        | —        | —        | —        |                                           | - САД: 328,000          |
| Still Standing                                                                                | - Датум објављивања: 23. март 2010. - Издавачка кућа: J - Формат: компакт диск, дигитално преузимање   | 2        | 1         | —        | —        | —        | 129      | —        | —        | —        | —        | - САД: златни                             | - САД: 474,000          |
| New Life                                                                                      | - Датум објављивања: 6. април 2012. - Издавачка кућа: - Формат: компакт диск, дигитално преузимање     | 4        | 2         | —        | —        | —        | —        | —        | —        | —        | —        |                                           |                         |
| Code Red                                                                                      | - Датум објављивања: 18. децембар 2015. - Издавачка кућа: - Формат: компакт диск, дигитално преузимање | 27       | 4         | —        | —        | —        | —        | —        | —        | —        | —        |                                           |                         |
| "—" означава албуме који нису били на листама или нису били објављени у тој држави/територији | |          |           |          |          |          |          |          |          |          |          |                                           |                         |